# Obrejița
Obrejita é uma comuna romena localizada no distrito de Vrancea, na região de Moldávia. A comuna possui uma área de 15.64 km² e sua população era de 1653 habitantes segundo o censo de 2007.